# Roman Duda
Roman Jan Duda (ur. 27 lutego 1935 w Starych Brodach) – polski matematyk i polityk, profesor nauk matematycznych, w latach 1995–1999 rektor Uniwersytetu Wrocławskiego, senator I kadencji, wiceminister edukacji narodowej (1991–1993).

## Życiorys

### Wykształcenie i działalność zawodowa
Urodził się we wsi Stare Brody, położonej na przedmieściach miasta Brody w ówczesnym województwie tarnopolskim. W 1956 ukończył studia na Wydziale Matematyki, Fizyki i Chemii Uniwersytetu Wrocławskiego. Był uczniem Bronisława Knastera i Edwarda Marczewskiego. W latach 1956–1961 był pracownikiem Instytutu Matematyki UWr. W 1961 uzyskał stopień naukowy doktora. Od 1961 był adiunktem w Instytucie Matematycznym PAN w Oddziale Wrocławskim, habilitował się w 1968, od 1972 pracował jako docent, w 1976 mianowany profesorem nadzwyczajnym. W 1980 powrócił do pracy na Uniwersytecie Wrocławskim, w 1981 został kierownikiem Zakładu Historii i Metodyki Nauki, w latach 1984–1985 był dziekanem Wydziału Matematyki, Fizyki i Chemii (został usunięty z przyczyn politycznych). W latach 1995–1999 był rektorem Uniwersytetu Wrocławskiego. Był później wykładowcą na Wydziale Matematyki i Informatyki tej uczelni i w Wyższej Szkole Zarządzania i Finansów we Wrocławiu. Zajmował stanowisko wiceprzewodniczącego jednego z wydziałów w Komitecie Historii Nauki i Techniki Polskiej Akademii Nauk. W latach 1987–1989 był wiceprezesem Polskiego Towarzystwa Matematycznego, którego członkiem jest od 1958. Od 1966 należy do Wrocławskiego Towarzystwa Naukowego, był również członkiem Towarzystwa Popierania i Krzewienia Nauk (od 1980). W latach był 1993–2004 redaktorem naczelnym „Wiadomości Matematycznych”.
Jest autorem i współautorem kilkudziesięciu publikacji z zakresu topologii i historii matematyki. Autor m.in. książek:
- Wprowadzenie do topologii (w dwóch częściach: Część I. Topologia ogólna oraz Część II. Topologia algebraiczna. Topologia rozmaitości, seria „Biblioteka Matematyczna”, Państwowe Wydawnictwa Naukowe, Warszawa 1986, ISBN 83-01-05714-9),
- Lwowska szkoła matematyczna (Wydawnictwo Uniwersytetu Wrocławskiego, Wrocław 2007, ISBN 978-83-229-2868-4),
- Matematycy XIX i XX wieku związani z Polską (Wydawnictwo Uniwersytetu Wrocławskiego, Wrocław 2012, ISBN 978-83-229-3316-9),
- Historia matematyki w Polsce na tle dziejów nauki i kultury (Instytut Historii Nauki PAN-Aspra, Warszawa 2019, ISBN 978-83-7545-822-0).

Autor haseł polska szkoła matematyczna i dualność w Encyklopedii PWN.

### Działalność polityczna
Należał do PZPR (1955–1964). Pod koniec lat 70. współpracował z Komitetem Obrony Robotników, uczestniczył w akcjach protestacyjnych przeciwko zmianom w Konstytucji PRL oraz w obronie ofiar wydarzeń radomskich w 1976. W 1978 podpisał deklarację założycielską Towarzystwa Kursów Naukowych.
W PRL informacje na jego temat podlegały cenzurze. Od 1977 jego nazwisko znajdowało się na specjalnej liście osób objętych szczególną kontrolą cenzury. Zalecenia cenzorskie dotyczące jego osoby zanotował Tomasz Strzyżewski, który w swojej książce o peerelowskiej cenzurze opublikował notkę informacyjną Głównego Urzędu Kontroli Prasy, Publikacji i Widowisk z 7 stycznia 1977. Wytyczne dla cenzorów wymieniały m.in. nazwisko Romana Dudy z adnotacją, by wszelkie próby popularyzowania w środkach masowego przekazu wskazanych osób sygnalizowano kierownictwu GUKPPiW. Zalecenia cenzorskie zezwalały jedynie na publikacje w prasie specjalistycznej, naukowej czy skryptach akademickich.
W 1980 wstąpił do „Solidarności”, współpracował z Ośrodkiem Badań Społecznych przy zarządzie Regionu Dolny Śląsk, brał udział w I Krajowym Zjeździe Delegatów w Gdańsku jako ekspert. Po wprowadzeniu stanu wojennego był internowany od 6 do 14 stycznia 1982. Po zwolnieniu pełnił funkcję przewodniczącego Arcybiskupiego Komitetu Charytatywnego, działającego pod patronatem Henryka Gulbinowicza i zajmującego się udzielaniem pomocy materialnej, prawnej i lekarskiej, internowanym, aresztowanym oraz ich rodzinom, a także dokumentowaniem przejawów represji, w tym przebiegu procesów sądowych. Od 1984 kierował Społeczną Komisją Rewizyjną kontrolującą finanse RKS Dolny Śląsk, od 1985 był członkiem wrocławskiego Społecznego Komitetu Nauki. W 1986 został współtwórcą Studium Społecznego Archidiecezji Wrocławskiej, a w 1988 członkiem Komitetu Obywatelskiego przy przewodniczącym NSZZ „Solidarność” Lechu Wałęsie.
Brał udział w obradach Okrągłego Stołu, w podzespole ds. nauki, oświaty i postępu technicznego. W latach 1989–1991 był członkiem wojewódzkiego Komitetu Obywatelskiego „Solidarność”. W wyborach w 1989 został wybrany w województwie wrocławskim do Senatu I kadencji – z rekomendacji Komitetu Obywatelskiego. Zasiadał w Komisji Kultury, Środków Przekazu, Nauki i Edukacji Narodowej oraz w Komisji Spraw Zagranicznych. Był wiceministrem edukacji narodowej w randze podsekretarza stanu w rządzie Jana Krzysztofa Bieleckiego i w następnych gabinetach (1991–1993).

## Odznaczenia i wyróżnienia
- 2019 – Złota Odznaka Honorowa Wrocławia[10].
- 2013 – Krzyż Komandorski Orderu Odrodzenia Polski[11]
- 2008 – Nagroda im. Samuela Dicksteina[12]
- 1999 – Krzyż Oficerski Orderu Odrodzenia Polski[13]
- 1998 – Tytuł honorowego obywatela Kłodzka[14]
- 1989 – Medal Komisji Edukacji Narodowej[3]
- 1970 – Nagroda im. Stefana Banacha[15]
- 1961 – Nagroda PTM dla młodych matematyków[12]